# إنريكي ألفاريز كوندي
إنريكي ألفاريز كوندي (بالإسبانية: Enrique Álvarez Conde)‏ هو أستاذ جامعي إسباني، ولد في 1952 في Matilla de Arzón ‏ في إسبانيا، وتوفي في 1 أبريل 2019 في مدريد في إسبانيا بسبب سرطان الرئة.